# Campionati africani di nuoto
I campionati africani di nuoto sono una competizione di sport acquatici riservata a nazioni africane che si tiene ogni due anni. La prima edizione fu disputata nel 1974.
La manifestazione è organizzata dalla Confédération Africaine de Natation  (CANA). Le gare si svolgono sempre in vasca lunga (50 m).

## Edizioni
| Numbero | Anno | Città        | Paese     | Date                   | Nazioni         | Nuotatori       | Eventi          | 1º medagliere   | 2º medagliere   | 3º medagliere   |
| ------- | ---- | ------------ | --------- | ---------------------- | --------------- | --------------- | --------------- | --------------- | --------------- | --------------- |
| I       | 1974 | Il Cairo     | Egitto    | 29 settembre–3 ottobre | 7               | 71              | 19              | Tunisia         | Egitto          | Marocco         |
| II      | 1977 | Tunisi       | Tunisia   | 23–27 luglio           | 6               | 74              | 29              | Tunisia         | Egitto          | Algeria         |
| III     | 1982 | Il Cairo     | Egitto    | 16–22 ottobre          | 7               | 84              |                 | Egitto          |                 |                 |
| IV      | 1990 | Tunisi       | Tunisia   | 20–26 agosto           | 8               | 96              |                 |                 |                 |                 |
| V       | 1998 | Nairobi      | Kenya     | 11–17 aprile           | 8               | 72              | 19              | Sudafrica       | Algeria         | Angola          |
| VI      | 2002 | Il Cairo     | Egitto    | 12–18 agosto           | 12              | 131             | 12              | Sudafrica       | Egitto          | Tunisia         |
| VII     | 2004 | Casablanca   | Marocco   | 1–7 maggio             | 16              | 114             | 38              | Sudafrica       | Egitto          | Senegal         |
| VIII    | 2006 | Dakar        | Senegal   | 11–16 settembre        | 17              | 121             | 40              | Sudafrica       | Algeria         | Tunisia         |
| IX      | 2008 | Johannesburg | Sudafrica | 1–7 dicembre           | 15              | 75              | 40              | Sudafrica       | Tunisia         | Kenya           |
| X       | 2010 | Casablanca   | Marocco   | 13–19 settembre        | 21              | 200             | 40              | Sudafrica       | Tunisia         | Algeria         |
| XI      | 2012 | Nairobi      | Kenya     | 10–15 settembre        | 16              |                 | 40              | Sudafrica       | Tunisia         | Egitto          |
| –       | 2014 | Dakar        | Senegal   | Non disputato          | Non disputato   | Non disputato   | Non disputato   | Non disputato   | Non disputato   | Non disputato   |
| XII     | 2016 | Bloemfontein | Sudafrica | 19–23 ottobre          | 23              |                 | 40              | Sudafrica       | Algeria         | Egitto          |
| XIII    | 2018 | Algeri       | Algeria   | 10–16 settembre        | 33              | 238             | 44              | Egitto          | Sudafrica       | Algeria         |
| –       | 2020 | Johannesburg | Sudafrica | 3–5 dicembre           | Non disputato'' | Non disputato'' | Non disputato'' | Non disputato'' | Non disputato'' | Non disputato'' |
| XIV     | 2021 | Accra        | Ghana     | 11–17 ottobre 2021     |                 |                 | 43              | Sudafrica       | Egitto          | Algeria         |
| XV      | 2022 | Tunisi       | Tunisia   | 20–24 agosto 2022      | 29              |                 | 42              | Sudafrica       | Algeria         | Egitto          |